# ニコライ・トドロフ
ニコライ・トドロフ (ブルガリア語: Николай Тодоров Тодоров、1921年6月6日 - 2003年8月27日）は、ブルガリアの歴史家 。1990年、彼はブルガリアの大統領代行を短期間務めた。

## 生涯
トドロフはヴァルナで生まれ、彼自身が述べているように、ギリシャ系であった 。
トドロフは、第二次世界大戦中に刑務所の独房を共有していたトレイチョ・コストフ（en:Traycho Kostov）の裁判の後、政界に足を踏み入れるきっかけとなった 。
アテネの国立カポディストリアコス大学での地位を含む著名な学術的キャリアの後、彼はブルガリア外務省に加わった。その後、ユネスコのブルガリア代表、駐ギリシャ・ブルガリア大使(1978年-1983年)を務めた。ブルガリアが共産主義から離脱した後、トドロフはブルガリア国民議会の議長となり、大統領代行を務めた。

## 私生活
トドロフは結婚し、3人の子供がいた。娘はマリア・トドロヴァ。